# Gangsta rap
Gangsta rap je subžánr hudebního stylu hip hop, který odráží násilný život v černošských ghettech v USA. Výraz „gangsta“ je slangový výraz pro slovo „gangster“. Mezi první gangsta rappery patřili: Schooly D na východním pobřeží USA a na západním pobřeží Ice-T. Tento styl proslavila skupina N.W.A v pozdních 80. letech 20. století. Gangsta rap se díky nim stal komerčně nejvýnosnějším podžánrem hip hopu.
Hlavními tématy textů byly zločin, sériová vražda, násilí, sprostá slova, homofobie, rasismus, promiskuita, misogynie, znásilnění, gangy, vandalismus, krádeže, prodej drog, závislost na alkoholu a drogách, konzumerismus a narcismus.

## Historie

### 1986–1990 (kořeny)
V roce 1986 vydal rapper Ice-T z Los Angeles píseň „6 in the morning“, která je považována za první píseň gangsta rapu v 80. letech.
V roce 1987 vyšla první gangsta rapová alba např. Ice-T - Rhyme Pays, Boogie Down Production - Criminal Minded a Schooly D - Saturday Night! - The Album. Také v tomto roce vydala debutové album, nyní legendární, skupina N.W.A, která byla aktivní v letech 1986–1991. Mezi členy této skupiny byli, mimo jiné, Eazy-E, Dr. Dre a Ice Cube.
Během následujících let proběhl velký boom gangsta rapperů. Někteří známější rappeři či skupiny: Above the Law, Too Short, Public Enemy.

### 1990–2007
V roce 1992 vydal již tehdy bývalý člen skupiny N.W.A – Dr. Dre album The Chronic, které bylo prvním albem nového subžánru G-Funk. Tento nový styl zjemnil tvrdý gangsta rap a stal se novým trhákem hudebního trhu. Na G-Funk se taky rychle přeorientoval další Gangsta rapper Ice Cube a asi nejslavnější osobností tohoto žánru je Snoop Dogg. Dalšími osobnostmi jsou 2Pac, Warren G, Nate Dogg a další.
Jako protiváha ke gangsta rapu, který proslavil především rappery západního pobřeží USA, vznikl v New Yorku subžánr mafioso rap. Na rozdíl od gangsta rapu však neodrážel skutečný život ulice, ale popisoval „bohaté“ sny a představy rapperů. Mezi zástupce tohoto žánru patří Raekwon, Kool G Rap, Nas, Notorious B.I.G. a Jay-Z.
Během let 1992–1996 vznikl vážný spor mezi východním a západním pobřeží týkající se gangsta rapu. Záminkou pro vznik tohoto sporu byla nahrávka Fuck Compton od rappera Tima Doga, která otevřeně útočila na interprety ze západního pobřeží USA. Spor se přelil do boje dvou nahrávacích společností – Death Row Records a Bad Boy Records. Rappeři se tehdy uráželi disstracky a zesměšňujícími úryvky. Celý spor vyvrcholil zabitím rapperů 2Paca a The Notorious B.I.G.. Zvláště hudba od Bad Boy Records, kde kombinovali násilné texty s popově melodickou hudbou, změnila subžánr a vedla k připojení k popové mainstream hudbě a tím k ještě vyšším komerčním úspěchům. Typické tehdy byly refrény zpívané R&B umělci a samplování starší soulové a popové hudby.
Na jihu a středozápadě USA proslavili gangsta rap umělci jako Mystikal a C-Murder, důležitou roli hrály skupiny Goodie Mob, Bone Thugs n Harmony, Outkast a Geto Boys.
Později se Gangsta rap rozvinul v celých spojených státech a stal se svěžím větrem i pro celosvětové posluchače. Tzv. mainstreamová éra započala na počátku 21. století. Mezi rappery této éry se řadí např. 50 Cent, Game, Cam'ron, Jay-Z, Nas, Mobb Deep a mnozí další. Rappeři jako Eminem a DMX oživili syrovost žánru v subžánrech horrorcore a hardcore hip hop. Díky nim se stal subžánr gangsta rap nejvýnosnějším hudebním žánrem všech dob.

### Úpadek (od 2007)
Po roce 2007 ze světa hip hopu vytratil klasický prvek gangsta rapu, a to tzv. beef, neboli vážně prezentovaný konflikt mezi dvěma či více rappery, který funguje jako mediální propagace. Existují názory, že posledním mainstreamovým beefem byl spor mezi rappery 50 Centem a Gamem. Dle některých komentátorů je viditelným klíčovým bodem soutěž mezi rappery 50 Centem a Kanye Westem o to, kdo v roce 2007 prodá více kopií alb; jelikož vyhrál Kanye West, který nikdy nebyl gangsta rapperem, noví rappeři měli nový vzor k následování. Ikonou úpadku žánru je ohromný propad v komerčním úspěchu 50 Centa a jeho skupiny G-Unit. Vliv tak měla únava posluchačů z dvaceti let stejných témat, ale také faktické stárnutí, bohatnutí a umírnění ikon žánru, kteří již měli rapovat o tématech, která se jich již řadu let vůbec netýkala. Nová generace rapperů tím tento žánr víceméně zcela opustila a věnovala se širším tématům, alternativnímu hip hopu či mainstreamovým popovým prvkům.
Od roku 2007 se pionýři gangsta rapu začali dočkávat nejvyššího ocenění za celoživotní přínos - uvedení do Rokenrolové síně slávy. V roce 2007 do ní byla uvedena skupina Grandmaster Flash and the Furious Five, a po nich Run-D.M.C. (2009), Beastie Boys (2012), Public Enemy (2013), N.W.A (2016) a Tupac Shakur (2017).
Od roku 2012 se do popředí zájmu a hitparád začal dostávat nový hlavní směr hip-hopu - trap, který v následujících letech zcela zastínil dříve dominující gangsta rap.